# Chojniks
Chojniks (stgr. χοῖνιξ, lm. χοίνικες) – starogrecka  miara pojemności odpowiadająca wielkości około 1 litra.
Stosowany jako miara objętości produktów sypkich (głównie zboża), stanowił 1/48 medymna i zawierał 4 kotyle (kotýlai). Wielkość jego była zróżnicowana, zależnie od jednego z przyjętych u Greków systemów wagowych: według wyliczeń F. Hultscha chojniks attycki równy był 1,094 litra, eginecki – 1,01, a lakoński – 1,52 litra. Również w zależności od epoki badacze wyliczali różne wartości: np. dla chojniksa attyckiego 1,08 litra (za czasów Solona), w późniejszych czasach – 1,228 l, czyli odpowiednik 6 kotyle (Nissen) lub nawet 0,906 litra (Viedebantt).
Także jako miara używana w Egipcie grecko-rzymskim chojniks różnił się wielkością, stanowiąc ¾ attyckiego (0,8208 litra). Większa jednostka – artaba (ἀρτάβη), która zastąpiła tam medymnos, mogła zawierać od 26 do 64 chojniksów (najczęściej 40). Ze źródeł pisanych wiadomo, że w praktycznym użyciu stosowano tam specjalną miarę czterochojniksową (ok. 3,30 litra). 
Według Herodota chojniks zboża stanowił dzienną normę wyżywienia dla dorosłego mężczyzny – pracownika fizycznego lub żołnierza (Dzieje VII,187); w odniesieniu do niewolnika potwierdza to Tukidydes (Wojna peloponeska IV,16).